# Trường Nguyệt Tẫn Minh
Trường Nguyệt Tẫn Minh (tiếng Trung: 长月烬明; bính âm: Cháng Yuè Jìn Míng; tiếng Anh: Till The End Of The Moon) là bộ phim truyền hình Trung Quốc được cải biên từ tiểu thuyết Hắc Nguyệt Quang Cầm Trên Tay Kịch Bản BE (tên sách xuất bản là Trường Nguyệt Vô Tẫn) của tác giả Đằng La Vi Chi với sự tham gia của hai diễn viên chính là La Vân Hi (Luo Yunxi) và Bạch Lộc(Bailu).
Bộ phim bắt đầu phát sóng tại Trung Quốc trên nền tảng phim trực tuyến Youku từ ngày 6 tháng 4 năm 2023 và kết thúc vào ngày 9 tháng 5 năm 2023.

## Tóm tắt

### Trường Nguyệt Tẫn Minh (长月烬明)
Tam giới dưới sự thống trị tàn bạo của ma thần Đạm Đài Tẫn, chúng linh lầm than. Để cứu lấy chúng sinh, Lê Tô Tô – con gái nuôi của Hành Dương tông chưởng môn - Cù Huyền Tử, đã quyết định thực hiện một nhiệm vụ vô cùng nguy hiểm, quay trở lại thời điểm 500 năm trước ngăn cản Đạm Đài Tẫn trước khi hắn bị tà cốt của Ma Thần Sơ Đại đời trước trong người xâm chiếm hoàn toàn trở thành ma thần. Tại đây, Lê Tô Tô hoá thân thành Diệp gia Đích nữ nhị tiểu thư – Diệp Tịch Vụ. Không ngờ số phận trêu đùa, Đạm Đài Tẫn lại chính là phu quân trên danh nghĩa của Diệp Tịch Vụ vì một sự cố, sau nhiều biến cố, hai người dần dần nảy sinh tình cảm. Sau cùng, Lê Tô Tô đã lấy thân chứng đạo, thay đổi cục diện vận mệnh của Đạm Đài Tẫn và cả tam giới. Lấy thân làm vật tế, lấy Ngọc Khuynh Thế trong con mắt đã tặng cho Đạm Đài Tẫn, ngưng tụ linh khí, kết tạo thần tủy. Dâng hiến cả nguyên thân để đổi lấy Tà Cốt. Nàng niết bàn quay lại tiên giới, nhưng Câu Ngọc Toái không may mắn như nàng nên bị phá hủy.
Sau khi mất đi người mình yêu, Đạm Đài Tẫn điên cuồng tìm kiếm nguyên thần của Diệp Tịch Vụ tại U Minh Xuyên suốt 500 năm. Thời điểm tưởng chừng ma thần cứ vậy mà tuẫn táng, Đạm Đài Tẫn lại được Triệu Du – chưởng môn Tiêu Dao tông cứu vớt. Từ đó, Đạm Đài Tẫn trở thành tiểu đệ tử tiên môn, hắn sửa đổi tính tình tu tâm hướng thiện, lại càng chấp niệm thắng cuộc thi tổ chức hằng năm của các tông môn với phần thưởng là Đèn An Hồn. Hắn muốn ngưng tụ hồn phách của Diệp Tịch Vụ vào cơ thể của Lê Tô Tô, nhưng rồi hắn nhận ra Lê Tô Tô chính là Diệp Tịch Vụ năm xưa. Ngay tại thời điểm khi hai con người hai số phận nghiệt ngã gương vỡ lại lành tìm được nhau, việc thân thế là Ma thai của Đạm Đài Tẫn vẫn là khiến hắn rước về nhiều sự chỉ trích, tam giới lại một lần nữa rơi vào hiểm nguy. Đối mặt với số phận tàn khốc, Đạm Đài Tẫn tế thân thiết lập lại cục diện. Hai người yêu nhau trải qua trùng trùng điệp điệp hiểu lầm chồng chất, cuối cùng tâm ý tương thông, một người dùng thần tuỷ trảm ma nghiệp, một người dùng tà cốt nhập thần đạo, xoay chuyển càn khôn ngăn cản diệt thế.

### Nguyệt Chiếu Thiên Phong (月照千峰)
Đạm Đài Tẫn mất đi ái nhân, ở sông U Minh thống khổ 500 năm tìm kiếm nguyên thần Diệp Tịch Vụ trong vô vọng. Thế rồi, lúc cận kề cái chết, hắn được chưởng môn Tiêu Dao Tông Triệu Du cứu sống, từ đây trở thành đệ tử tiên môn Thương Cửu Mân. Những ngày tháng này, hắn cảm nhận được sự quan tâm mà cả cuộc đời hắn chưa bao giờ có được. Hắn đã thay đổi. Hắn hướng về thiện niệm, không còn là ma thần tinh phong huyết vũ như vận mệnh sắp đặt. Cuối cùng hắn gặp lại Lê Tô Tô, hai người coi như gương vỡ lại lành. Thế nhưng Đạm Đài Tẫn thân là ma thai, vẫn khiến cho thế nhân phê phán, những kẻ rắp tâm khó lường lại rình mò không buông. Tam giới một lần nữa lâm vào hiểm cảnh. Đạm Đài Tẫn lấy thân mình làm công cụ, sắp đặt một ván cờ xoay chuyển càn khôn, ngăn được nguy cơ diệt thế.

## Phát sóng
| Kênh                    | Vị trí     | Ngày                                     | Thời gian | Tham khảo |
| ----------------------- | ---------- | ---------------------------------------- | --------- | --------- |
| Youku                   | Trung Quốc | 6 tháng 4 năm 2023 - 29 tháng 5 năm 2023 | 18:00     |           |
| Line tv                 | Đài Loan   | 6 tháng 4 năm 2023 - 29 tháng 5 năm 2023 | 22:00     |           |
| Metropolitan TV Sdn Bhd | Malaysia   | 5 tháng 6 năm 2023 - 10 tháng 8 năm 2023 | 21:00     |           |

## Diễn viên & Nhân vật

### Nhân vật chính
| Diễn viên    | Nhân vật           | Giới thiệu |
| ------------ | ------------------ | --- |
| La Vân Hi    | Đạm Đài Tẫn        | Năm trăm năm trước ở nhân gian xuất thân là ma thai, mang theo tà cốt, trời sinh tàn nhẫn. Là hoàng tử của Cảnh quốc, có mẫu thân là Nhu phi - phi tần được sủng ái nhất của hoàng đế, tuy nhiên không may bà bị mắc chứng khó sinh, bà cố gắng sinh Đạm Đài Tẫn. Hoàng đế Cảnh quốc muốn giữ Nhu phi, vứt bỏ con trai. Đạm Đài Tẫn thân là ma thai, biết mình bị vứt bỏ liền xét đứt ruột Nhu phi chui ra sau khi sinh được Đạm Đài Tẫn thì qua đời. Hắn vừa sinh ra đã có tóc, có răng. Mất đi người thương, hoàng đế tức cha của Đạm Đài Tẫn vô cùng ghét bỏ chàng và nghĩ chàng là quái vật, vì nghĩ rằng sự ra đời của chàng đã khiến ông mất đi Nhu phi của mình năm sáu tuổi, chàng bị gửi đến Thịnh quốc làm con tin, bị bắt nạt trong cung, người người sỉ nhục. Triệu Vương - đồng tính luyến ái nam. Để trốn thoát khỏi cung và thoát kiếp nô lệ, chàng dùng thủ đoạn để kết hôn với Diệp Tịch Vụ - Đích tiểu thư được sủng ái nhất của nhà tướng quân Diệp gia. Ở Diệp gia ban đầu bị bắt nạt nhưng chàng đã nhẫn nhịn để tính kế sách lâu dài cho mình. Sau khi trở về Cảnh quốc, chàng lật đổ Đạm Đài Minh Lãng để trở thành hoàng đế. Chàng vì muốn nâng cao sức mạnh cho mình nên đã vào mộng cảnh Bát Nhã Phù Sinh, ở trong mộng cảnh hoá thân thành chiến thần Minh Dạ. Sau khi ra khỏi mộng cảnh, trải qua quãng thời gian bên nhau gắn bó, Đạm Đài Tẫn thật lòng yêu Diệp Tịch Vụ và muốn cưới cô làm hoàng hậu. Tuy nhiên Diệp Tịch Vụ vì muốn huỷ tà cốt trong người chàng nên đã đâm vào tim chàng sáu chiếc đinh diệt hồn. Sau khi trở thành ma thần, chàng bắt đầu tu lại Đồng bi đạo, nhưng cuối cùng chàng đã chọn hy sinh bản thân để đổi lấy hòa bình trong Tam giới, hy sinh và biến mất cùng Đồng bi đạo. |
| La Vân Hi    | Thương Cửu Mân     | Tiểu đồ đệ của Tiêu Dao tông, đồ đệ của Triệu Du, được tông chủ Tiêu Dao tông Triệu Du cứu khỏi sông Quỷ Lệ sau đó đưa đến Tiêu Dao tông đổi tên thành Thương Cửu Mân |
| La Vân Hi    | Chiến Thần Minh Dạ | Ở trong Huyễn Cảnh Bát Nhã Phù Sinh, là Thần chiến tranh, 1 trong 12 vị thần của thần vực Thượng Thanh và là phu quân của Tang Tửu |
| Bạch Lộc     | Lê Tô Tô           | Lê Tô Tô, thân là dưỡng nữ của chưởng môn nhân phái Hành Dương Tông ở tiên môn 500 năm sau, tu Vô Tình đạo. Thực ra nàng mang dòng máu phượng hoàng cao quý, huyết mạch của thần do người mẹ thân sinh của nàng là Sơ Hoàng và Đế Miện. Nàng lớn lên ở thời đại tà ma hoành hành, tu sĩ và phàm nhân chỉ có thể chật vật mà sống tạm, hết thảy đều là vì sự thống trị của ma thần. Vào một ngày khi tiên môn nhận được thông tin trưởng môn của Tiêu Dao Tông- Cù trưởng môn tức sư bá của Lê Tô Tô bị ma thần bắt giữ ; ép buộc giao ra gương quá khứ thứ có thể thay đổi vận mệnh cãi thiên nghịch mệnh. Vì là người mang trong mình dòng máu của thần tộc Phượng Hoàng, cũng là người duy nhất trên thế gian có thể trở thành thần bấy giờ nên máu của Tô Tô có năng lực khai mở gương quá khứ. Mở ra hi vọng thay đổi thế giới đang bị yêu ma chiếm giữ. Trong gương quá khứ, nàng thấy được kí ức về Đạm Đài Tẫn của 500 năm trước khi vẫn còn là một phàm nhân phải chịu đầy đọa của thế gian. Nàng cùng tất thảy những tiên nhân còn sót lại bấy giờ thấy được một tia hi vọng, gánh vác sứ mệnh trở về 500 năm trước trên vai, chặt đứt con đường thành Ma thần của Đạm Đài Tẫn. |
| Bạch Lộc     | Diệp Tịch Vụ       | Diệp Tịch Vụ là nhị tiểu thư dòng chính của Diệp gia, đem lòng yêu Tiêu Lẫm - Tuyên Vương, không hề để trượng phu mình là Đạm Đài Tẫn vào trong mắt, bởi hắn chỉ là một con tin đến từ địch quốc. Sau khi Lê Tô Tô hóa thân vào Diệp Tịch Vụ, tình cảm giữa bọn họ mới có biến chuyển |
| Bạch Lộc     | Tang Tửu           | Ở trong Huyễn Cảnh Bát Nhã Phù Sinh, là tiểu công chúa của tộc Trai ở sông Mặc, là phu nhân của Chiến thần Minh Dạ |
| Trần Đô Linh | Diệp Băng Thường   | Ở 500 năm trước, là người nước Thịnh đại tiểu thư của Diệp phủ và là con của một tiểu thiếp, vì là thứ nữ nên chỉ có thể làm trắc phi của Tuyên Vương Tiêu Lẫm. Bên ngoài đoan trang, thanh nhã nhưng thực ra cô lại là một con người đố kỵ và mang lòng tư lợi |
| Trần Đô Linh | Mạt Nữ             | Chị gái của Tự Bạt - Tự Anh( Tự Anh là tay sai của Ma Thần) |
| Trần Đô Linh | Thiên Hoan         | Ở trong Huyễn Cảnh Bát Nhã Phù Sinh, là con gái của Chiến thần Thiên Hạo thuộc tộc Đằng Xà. Vì yêu Minh Dạ đến cuồng si mà cô đã sẵn sàng tàn sát cả tộc Trai ở sông Mặc, sau đó bị Tang Tửu đọa ma giết chết |
| Đặng Vi      | Tiêu Lẫm           | Ở 500 năm trước, Lục hoàng tử của nước Thịnh được phong làm Tuyên Thành vương, là phu quân của Diệp Băng Thường, sau này bị cô lừa và bị bắt ở nước Cảnh. Anh là hóa thân của bó hoa sơn trà mà Bàng Nghi Chi (lúc còn làm đệ tử của Trụ Thần Tắc Trạch) đánh rơi. |
| Đặng Vi      | Công Dã Tịch Vô    | Đại sư huynh của Hành Dương Tông, vì lầm đường nên nhập ma được Đạm Đài Tẫn giúp đỡ |
| Đặng Vi      | Tang Hữu           | Ở trong Huyễn Cảnh Bát Nhã Phù Sinh, là hoàng tử của tộc Trai ở sông Mặc, ca ca của Tang Tửu, sau này chết ở vực hoang |

### Nhân vật phụ
| Diễn viên         | Nhân vật          | Giới thiệu |
| ----------------- | ----------------- | --- |
| Tôn Trân Ni       | Phiên Nhiên       | Là cửu vĩ hồ ly, nhìn thấu sự tình cư xử lãnh đạm nhưng thật chất lại một lòng si tình vì yêu mà quên mình. Là người yêu của Diệp Thanh Vũ. Bị Diệp Băng Thường vô tình cướp đi tơ tình. Không thể yêu đương |
| Lý Gia Hào        | Chấp Bạch Vũ      | Là một người thuộc tộc Di Nguyệt và là thuộc hạ của Đạm Đài Tẫn |
| Tạ Dao            | Chấp Tử Linh      | Là một người thuộc tộc Di Nguyệt và là tỷ tỷ của Chấp Bạch Vũ |
| Hoàng Vân Vân     | Nguyệt Oánh Tâm   | Là một người thuộc tộc Di Nguyệt, nô tì của mẹ Đạm Đài Tẫn, bà và Kinh Lan An đã chăm sóc anh sau khi mẹ anh qua đời và cũng là người cùng anh đi đến Thịnh Đô. Sau này bị Đạm Đài Minh Lãng mua chuộc ám hại Đạm Đài Tẫn nhưng lại bị anh phát hiện, bà hóa điên và sau đó bị anh giết chết.                                                               |
| Lưu Mẫn           | Kinh Lan An       | Là nô tì của mẹ Đạm Đài Tẫn, bà và Nguyệt Oánh Tâm đã chăm sóc anh sau khi mẹ anh qua đời. Sau đó đã bỏ trốn và được gả đến tộc Di Nguyệt làm trưởng tộc, bà có một đứa con gái tên Nguyệt Phù Nhai, Nguyệt Phù Nhai sau này trở thành đệ tử của Hành Dương Tông. Là sư muội của Lê Tô Tô. Sau bà này bị giết chết do Đạm Đài Tẫn phát hiện bà phản bội anh |
| Hoàng Hinh Dao    | Nguyệt Phù Nhai   | Con gái của Kinh Lan An, là tiểu thư của tộc Di Nguyêt, người bị Đạm đài Minh Lãng ném vào vực hoang sau này được Lê Tô Tô cứu. Để giữ an toàn cho cô, Lê Tô Tô đã giao cô cho một cặp vợ chồng nông dân và đổi tên cô thành Nhạc Nhai |
| Tiêu Thuận Nghiêu | Đạm Đài Minh Lãng | Anh trai cùng cha khác mẹ của Đạm Đài Tẫn, mẹ mất sớm lại không được cha yêu thương khiến người căm ghét mẹ của Đạm Đài Tẫn |
| Triệu Thi Ý       | Phù Ngọc          | Thuộc hạ của Đạm Đài Minh Lãng, từng là đệ tử của Xích Tiêu Tông nhưng đã bị trục xuất khỏi tông môn do vi phạm các quy tắc |

| Diễn viên        | Nhân vật               | Giới thiệu |
| ---------------- | ---------------------- | --- |
| Hà Trung Hoa     | Thịnh vương - Tiêu Dật | Cha của Tiêu Lẫm, Hoàng đế nước Thịnh, là một người đa nghi. Ông đã sai người lấy cắp tro cốt của mẹ Đạm Đài Tẫn và cuối cùng bị anh giết chết                                            |
| Thường Lỗ Phong  | Diệp Khiếu             | Trụ quốc Tướng quân của Thịnh Đô - cha của Diệp Băng Thường, Diệp Tịch Vụ, Diệp Trạch Vũ và Diệp Thanh Vũ                                                                                 |
| Đặng Tĩnh Hoằng  | Diệp Trạch Vũ          | Đại công tử Diệp gia |
| Cảnh Nghiệp Đình | Diệp Thanh Vũ          | Nhị công tử Diệp gia và cũng là gia đốc của Diệp gia. Tính tình ngay thằng, chính trực được mọi người yêu thích. Cậu được Phiên Nhiên cứu trong trận chiến và yêu cô từ cái nhìn đầu tiên |

| Diễn viên       | Nhân vật       | Giới thiệu |
| --------------- | -------------- | --- |
| Nhạc Dược Lợi   | Lão Bạng Vương | Vua của tộc Trai ở sông Mặc, cha của Tang Hựu và Tang Tửu, ông rất yêu thương Tang Tửu. Vì tương lai của cô, ông đã ép Minh Dạ phải lấy Tang Tửu, sau đó bị Thiên Hoan giết chết |
| Vu Ba           | Đế Miện        | Một trong hai cánh tay đắc lực của Ma thần, phu quân của Vũ Thần Sơ Hoàng và là cha của Lê Tô Tô. Đã bị phong ấn vào vực hoang sau Thần Ma đại chiến                             |
| Vương Nhất Phi  | Nữ Bạt Tự Anh  | Một trong hai cánh tay đắc lực của Ma thần, còn có tên là Tự Nữ là muội muội của Mạt Nữ. Đã bị phong ấn vào vực hoang sau Thần Ma đại chiến                                      |
| Uông Tịch Triều | Kinh Diệt      | Một trong hai cánh tay đắc lực của Ma thần. Đã bị phong ấn vào vực hoang sau Thần Ma đại chiến                                                                                   |

| Diễn viên        | Nhân vật                         | Giới thiệu |
| ---------------- | -------------------------------- | --- |
| Huỳnh Hải Băng   | Triệu Du Chân Nhân               | Sư phụ của Tiêu Lẫm, Tàng Thụ, Tàng Lâm, Tàng Phong, Thương Cửu Mân, tông chủ của Tiêu Dao tông                                                                                           |
| Lý Phái Ân       | Bàng Nghi Chi - Bất Hư Chân Nhân | Tiểu đồ đệ của Trụ Thần Tắc Trạch được gửi đến nhân gian, đệ tử Tiêu Dao tông và là sư đệ của Triệt Du Chân Nhân, sư thúc của Tiêu Lẫm. Được phong làm Thái Thường tiến sĩ của nước Thịnh |
| Trịnh Quốc Lâm   | Cù Huyền Tử                      | Cha nuôi của Lê Tô Tô, tông chủ của Hành Dương tông và cũng là sư phụ của Công Dã Tịch Vô                                                                                                 |
| Lâm Thánh Nhất   | Tàng Thụ                         | Sư huynh của Thương Cửu Mân, đồ đệ của Tiêu Dao tông |
| Lý Tinh Lâm      | Tàng Lâm                         | Sư huynh của Thương Cửu Mân, đồ đệ của Tiêu Dao tông |
| Vương Giai Tuyền | Tàng Phong                       | Sư huynh của Thương Cửu Mân, đồ đệ của Tiêu Dao tông |
| Trương Thần Tịch | Chung Thái                       | Thuộc hạ của Tiêu Lẫm |
| Dư Phái Sam      | Trần Hiền                        | Thuộc hạ của Tiêu Lẫm |
| Lô Dũng          | Sầm Hạo Nhiên                    | |

| Diễn viên       | Nhân vật           | Giới thiệu |
| --------------- | ------------------ | --- |
| Trương Chỉ Khê  | Vũ Thần Sơ Hoàng   | Một trong 12 vị thần, là vị thần cai quản không gian và là thê tử của Đế Miện, mẹ của Lê Tô Tô và là nữ thần của Phượng tộc                                                                                       |
| Trần Bác Hào    | Trụ Thần Tắc Trạch | Một trong 12 vị thần, là vị thần cai quản thời gian. Sau cuộc chiến ma thần đầu tiên, thân xác bị phá hủy chỉ còn thần hồn đã ở lại canh giữ vực hoang và cũng là người nói cho Lê Tô Tô biết cách phá hủy Tà cốt |
| Trần Hạc Nhất   | Thuỷ Thần          | Một trong 12 vị thần |
| Lý Tuấn Thần    | Nhật Thần          | Một trong 12 vị thần |
| Triệu Viên Viện | Nguyệt Thần        | Một trong 12 vị thần |
| Chu Lệ Lam      | Kim Thần           | Một trong 12 vị thần |
| Châu Tiểu Phi   | Thổ Thần           | Một trong 12 vị thần |
| Lý Cảnh Nghệ    | Hỏa Thần           | Một trong 12 vị thần |
| Kỳ Hạ Hạ        | Phong Thần         | Một trong 12 vị thần |
| Cẩm Siêu        | Lôi Thần           | Một trong 12 vị thần |
| Thẩm Thuỵ Na    | Mộc Thần           | Một trong 12 vị thần |

## Nhạc phim
| STT | Nhan đề                                                           | Phổ lời                                 | Phổ nhạc         | Trình bày                       | Thời lượng |
| --- | ----------------------------------------------------------------- | --------------------------------------- | ---------------- | ------------------------------- | ---------- |
| 1.  | "我爱的这个" (Thế Gian Mà Ta Yêu)                                 | Lưu Sướng & Vương Dực Vinh & Đoạn Tư Tư | Đàm Toàn         | Lưu Vũ Ninh                     |            |
| 2.  | "黑月光" (Hắc Nguyệt Quang)                                       | Đoạn Tư Tư                              | Đàm Toàn         | Trương Bích Thần & Mao Bất Dịch |            |
| 3.  | "不逾" (Bất Du)                                                   | Quý Tri Triết & Vương Dực Vinh          | Trầm Vụ Liên     | Trương Viễn & Diệp Huyền Thanh  |            |
| 4.  | "第一次爱人" (Lần Đầu Yêu Nàng)                                   | Lưu Sướng                               | Đàm Toàn         | Trương Lỗi                      |            |
| 5.  | "寄长月" (Ký Trường Nguyệt)                                       | Trương Tĩnh Nghi                        | Trương Tĩnh Nghi | Bất Tài                         |            |
| 6.  | "界" (Giới)                                                       | Trương Tĩnh Nghi & Vương Dực Vinh       | Lưu Huyễn Đậu    | Viên Á Duy                      |            |
| 7.  | "玄鸟" (Huyền Điểu)                                               | Tát Cát                                 | Tát Cát          | Tát Cát                         |            |
| 8.  | "寻常歌" (Khúc Bình Phàm)                                         | Hựu Quân                                | Hoài Tựu         | Bất Tài                         |            |
| 9.  | "要不然我们就这样一万年" (Hay Là Chúng Ta Cứ Như Vậy Một Vạn Năm) | Đoạn Tư Tư                              | Đàm Toàn         | Hoàng Tiểu Vân                  |            |
| 10. | "以我之躯" (Dĩ Ngã Chi Khu)                                       | Trương Bằng Bằng & Quan Đại Châu        | Quan Đại Châu    | Hoàng Tiểu Vân                  |            |
| 11. | "月烬无声" (Nguyệt Tẫn Vô Thanh)                                  | Trương Tĩnh Nghi & Vương Dực Vinh       | Lưu Huyễn Đậu    | Hồ Ngạn Bân                     |            |
| 12. | "执一念" (Chấp Nhất Niệm)                                         | Cảnh Tả                                 | Quan Đại Châu    | Hoàng Linh                      |            |
| 13. | "只你" (Chỉ Mình Chàng)                                           | Hướng Hàm & Cố Như Nguyệt               | Lý Kiến Hành     | Song Sênh                       |            |